# Kristallwasser
Kristallwasser oder auch Hydratwasser ist die Bezeichnung für Wasser, das in kristallinen Festkörpern gebunden vorkommt. Kristallwasserhaltige Substanzen werden auch als Hydrate bezeichnet.

## Grundlagen: Koordinationswasser, Strukturwasser
Wassermoleküle können
- koordinativ an Ionen gebunden sein (Koordinationswasser, z. B. beim Kupfersulfat)
- über Wasserstoffbrückenbindungen an Moleküle gebunden sein (Strukturwasser), oder
- nicht am Kristallgitter beteiligt sein, wie bei den Mineralen der Zeolithgruppe.

Am vielfältigsten sind die Bindungsverhältnisse des Wassers in Proteinkristallen.
Das Kristallwasser ist meist nur locker gebunden und entweicht beim Erhitzen, was beim Kupfersulfat zur Entfärbung, bei anderen Substanzen sogar zur Auflösung im eigenen Kristallwasser führen kann.

## Nomenklatur

### Hydrate und Anhydrate
Es gibt z. B. kristallwasserfreies Natriumsulfat Na2SO4 und das zugehörige Decahydrat (Glaubersalz) mit 10 (altgr.: deca = zehn) Wassermolekülen pro Formeleinheit Na2SO4. Die Bindung wird durch einen hochgestellten Punkt (manchmal auch ein x) symbolisiert: Na2SO4 · 10 H2O, diese Schreibweise gibt aber keine Auskunft über die Art der Bindung.
Bei der Bildung der Hydrate wird Energie in Form von Hydratationswärme frei – das ist die Energie, die beim Dehydratieren (darum: ‚Brennen‘) zugeführt werden muss.
Die kristallwasserfreien Salze werden Anhydrate genannt (z. B. Natriumsulfat-Anhydrat, Kupfersulfat-Anhydrat; nicht zu verwechseln mit Anhydrid und Anhydrit). Anhydrate sind meist stark hygroskopisch und werden daher zum Trocknen von Lösungsmitteln und Gasen benutzt.

### Abgrenzung von Gashydraten
Gashydrate (wie Methaneis) sind eigentlich keine Hydrate, sondern Einschlussverbindungen (Klathrate). Hier sind die Gase in den Struktur-Hohlräumen von kristallinem Wasser eingelagert; man spricht dabei nicht von Kristallwasser, da die Wassermoleküle selber die Struktur erzeugen. Die eingeschlossenen Atome oder Moleküle sind wie in einem Käfig in der Struktur gefangen, daher auch der Name Käfigverbindungen. Beim Schmelzen des Wassers werden die Gase dann wieder freigesetzt.

## Arzneistoffe und andere Organika
Arzneistoffe und andere Organika sind oft basisch und werden als Hydrohalogenide eingesetzt, z. B. Estradiol-Hemihydrat.
In einigen Fällen kristallisieren die Hydrohalogenide zugleich als Hydrate, z. B. Tirofiban und Ziprasidon.

## Technische Anwendungen
Technisch nutzt man das Vermögen des Gipses, das durch Erhitzen (Brennen) teilweise oder ganz verlorene Kristallwasser beim Anrühren mit Wasser wieder aufzunehmen und dabei zu erhärten: Bei Erhitzen des Dihydrats CaSO4 · 2 H2O auf etwa 110 °C entsteht gebrannter Gips (CaSO4 · ½ H2O, auch Halb- bzw. Hemihydrat genannt), bei 130 bis 160 °C Stuckgips (Gemisch aus viel Halbhydrat und wenig Anhydrit).
Anhydrit kommt auch als Mineral in Salzlagerstätten vor und besteht aus kristallwasserfreiem Calciumsulfat (CaSO4).
Eine weitere technische Anwendung ist das Versetzen des Trockenmittels Kieselgel mit Cobaltchlorid, welches im kristallwasserfreien Zustand blau und im kristallwasserhaltigen rosa gefärbt ist. Bei solchermaßen behandeltem Kieselgel zeigt die rosa Verfärbung an, dass das Kieselgel keine weitere Feuchtigkeit mehr aufnehmen kann und daher durch Erhitzen regeneriert werden muss.
Salzhydrate können als Wärmespeicher dienen. Dabei wird das Hydrat geschmolzen, und die Wärme kann gespeichert werden. Bei Bedarf reagiert es wieder zu einem Hydrat und gibt dabei Wärme ab. Nach diesem Prinzip funktionieren:
- Wärmekissen
- Zentralheizungen mit Sonnenkollektoren
- Abwärmenutzung im PKW.